# محمد فتحي (لاعب كرة قدم مواليد 1995)
محمد فتحي (مواليد 18 فبراير 1995) هو لاعب كرة قدم مصري ، يجيد اللعب كالوسط. 

## مسيرة اللاعب
بدايته من اكاديمية نادي سموحة المصري بعمر 4 سنوات و انتقل بعدها لاكاديمية نادي الاهلي المصري بعمر 9 سنوات و سافر بعمر 13 سنة إلى الإمارات بسبب عمل والده كمدرب في نادي العين و بعد السماح بمشاركة المقيمين في دوري الخليج العربي في عام 2018 التحق بنادي العين و أعير إلى نادي دبا الفجيرة مطلع عام 2019 و أعير إلى نادي الحمرية في صيف 2019 و بعدها لعب مع اتلتيكو ارابيا.

## روابط خارجية
- محمد فتحي على موقع قاعدة بيانات كرة القدم.إي يو (الإنجليزية)
- محمد فتحي على موقع Soccerway.com (الإنجليزية)